# Ago Neo
August „Ago” Neo (ur. 12 lutego 1908 w Vihterpalu, zm. 19 sierpnia 1982 w Aarhus) – estoński zapaśnik. Dwukrotny medalista olimpijski z Berlina.
Walczył w obu stylach. Zawody w 1936 były jego jedynymi igrzyskami olimpijskimi. Zdobył medale w obu stylach w wadze półciężkiej, do 87 kilogramów. W stylu wolnym był drugi, w klasycznym zajął trzecie miejsce. Na mistrzostwach Europy sięgnął po pięć medali – dwa srebrne (1934 i 1937) i dwa brązowe w stylu klasycznym (1935 i 1939) oraz brąz w stylu wolnym w 1935. 